# Bitwa o Mount Longdon
Bitwa o Mount Longdon – starcie zbrojne, które miało miejsce w dniach 11–12 czerwca 1982 roku w trakcie wojny falklandzkiej.
Dnia 10 czerwca, 3 batalion pod dowództwem podporucznika Hew Pike’a rozpoczął przygotowania do zdobycia Mount Longdon. Wzgórze liczyło 150 m wysokości i otoczone było gęstymi wrzosowiskami. Pike podjął decyzję o ataku od strony północnej i zachodniej, gdzie znajdowały się niższe wzniesienia. Mount Longdon poorany był licznymi szczelinami i gardzielami lodowymi, utworzonymi tu w wyniku erozji. Znajdowało się tu wiele jaskiń, a całość przypominała wzgórze Monte Cassino.
Natarcie rozpoczęło się w nocy z 11 na 12 czerwca podczas mroźnej nocy i śnieżnej zamieci. Brytyjczycy powoli posuwali się w kierunku pozycji przeciwnika od zachodu, likwidując poszczególne stanowiska ulokowane w schronach. Argentyńczycy odpowiadali celnym choć chaotycznym ogniem, który zadawał atakującym wysokie straty. Bohaterstwem odznaczył się sierżant 4 plutonu Ian McKay, który na czele kilku żołnierzy szturmował pozycje wroga. Gdy wszyscy jego towarzysze zginęli, on sam atakował nadal. Następnego dnia jego ciało znaleziono wśród ciał zabitych Argentyńczyków.
Tymczasem atak od północy nie przyniósł powodzenia, wobec czego Pike wezwał na pomoc wsparcie artyleryjskie. Dzięki niemu Brytyjczycy zajęli zachodni wierzchołek wzgórza. Walki trwały ponad 36 godzin. Ostrzał artyleryjski zmusił w końcu Argentyńczyków do opuszczenia wschodniego szczytu. Bitwa o Mont Longodon kosztowała Brytyjczyków życie 23 żołnierzy, ponad 50 było rannych. Argentyńczycy stracili ponad 50 ludzi oraz 50 jeńców, z których większość była ranna.